# Chu Khứ Phi
Chu Khứ Phi (1135-1189) (tiếng Trung: 周去非), tên tự là Trực Phu, người Ôn Châu, tỉnh Chiết Giang. Ông đậu tiến sĩ vào năm Long Hưng đầu tiên của triều đại Nam Tống (1163).
Ông lần lượt giữ chức giáo thụ ở Khâm Châu, huyện húy ở Tĩnh Giang , Quảng Tây, rồi thông phán ở Thiệu Hưng, Chiết Giang. Khi Chu Khứ Phi làm huyện úy ở Tĩnh Giang, Quảng Tây, ông đã "ghi chép mọi việc, có hơn 400 mục". Sau đó, ông tham khảo hình thức và cách viết của cuốn sách "Quế Hải Ngu hoành chí 桂海虞衡志" của Phạm Thành Đại 范成大 để viết cuốn sách "Lĩnh Ngoại đại đáp 岭外代答" có nghĩa là “thay lời giải đáp về vùng đất Lĩnh ngoại”.